# Малхолланд-драйв (улица)
Малхолланд-драйв (англ. Mulholland Drive) — улица и дорога в восточных горах Санта-Моники в Южной Калифорнии. Она названа в честь первопроходца Лос-Анджелеса, инженера-строителя, Уильяма Малхолланда. Западная часть в округах Лос-Анджелес и Вентура называется Малхолланд-Хайвей. Дорога фигурирует в значительном количестве фильмов, песен и книг. Режиссер Дэвид Линч снял фильм, названный в честь Малхолланд-драйв. Удостоенный премии Оскар актер Джек Николсон уже много лет живет на Малхолланд-драйв .

## История
Основная часть дороги, идущая от перевала Кауэнга в Голливуде на запад мимо перевала Сепульведа, первоначально называлась Малхолланд-ХайВей и была открыта в 1924 году . Она была построена консорциумом девелоперов, инвестирующих в Голливуд . Девитт Риберн, инженер-строитель, ответственный за проект, сказал во время строительства следующие слова:

Шоссе Малхолланд суждено стать одним из самых тяжелых проездов и одной из самых известных живописных дорог в США.

## География

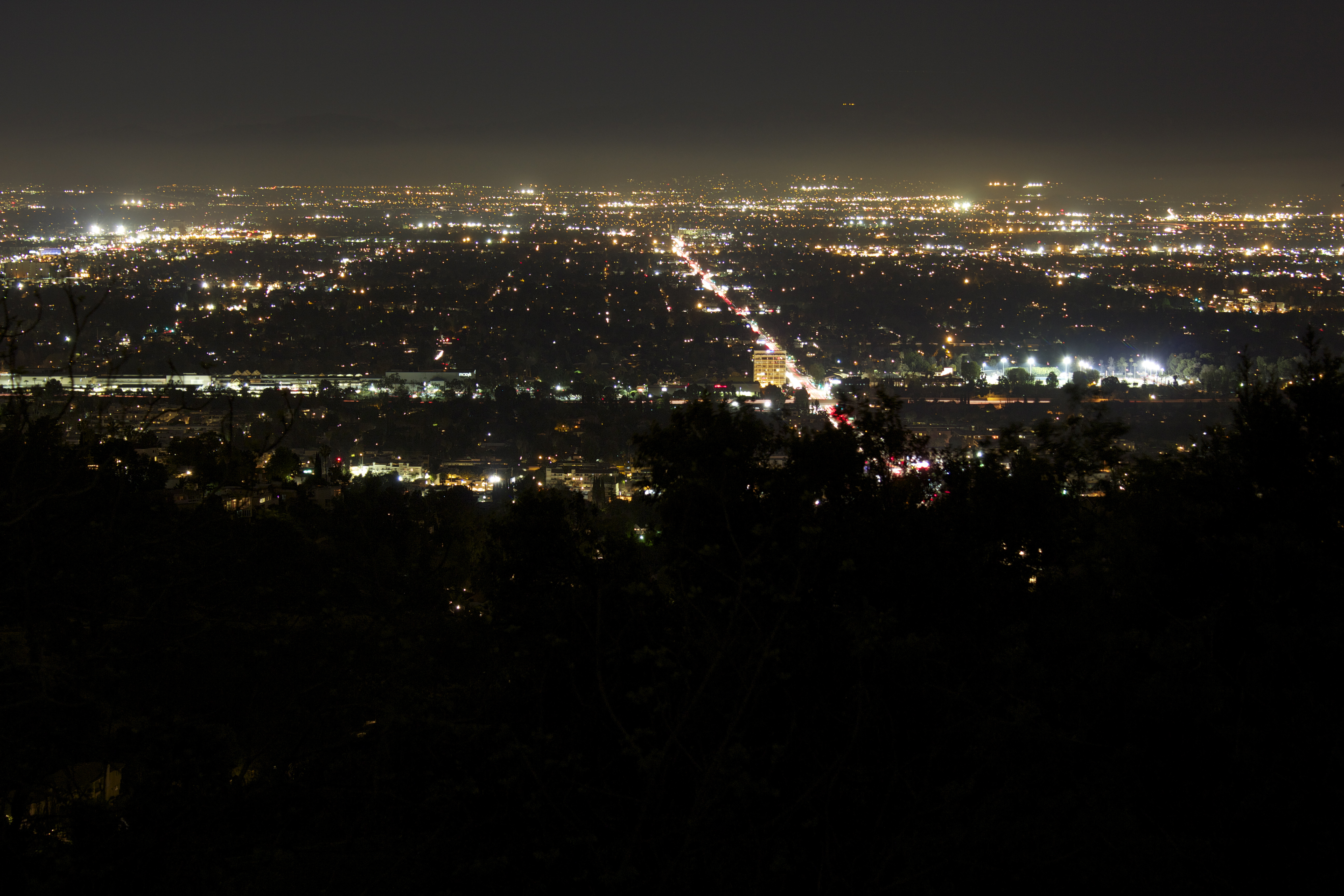
Долина Сан-Фернандо ночью, вид с Малхолланд-драйв.

21-мильная (34 км) протяженность в основном двухполосная, второстепенная магистраль свободно следует за хребтом восточных гор Санта-Моники и Голливудских холмов, соединяя два участка шоссе 101 и пересекая бульвар Сепульведа, бульвар Беверли-Глен, Колдуотер-Каньон-Авеню, бульвар Лорел Каньон, Николс-Каньон-роуд и Аутпост-драйв.
С дороги открывается великолепный вид на бассейн Лос-Анджелеса, долину Сан-Фернандо и голливудский знак .
Малхолланд-драйв является районом для самых эксклюзивных и самых дорогих домов в мире, с голливудскими знаменитостями, живущими вдоль дороги. Многие из этих домов расположены в стороне от дороги и предлагают великолепный вид на центр Лос-Анджелеса.